# Мусаев, Аюб Муратович
Аюб Муратович Мусаев (нидерл. Ayub Muratovitch Musaev; 2002, Дагестан, Россия) — бельгийский борец вольного стиля, участник чемпионата мира и Кубка мира. По национальности — лакец.

## Спортивная карьера
В июне 2014 года немецком городе Тутлинген стал бронзовым призёром 6-го международного турнир «Кубок Дуная-2014» среди юношей. В январе 2021 года на Гран-при Франции памяти Анри Дегляна в финале уступил грузину Беке Ломтадзе. В ноябре 2021 года неудачно выступил на чемпионате мира U-23 в Белграде. В марте 2022 года в болгарском Пловдиве завоевала бронзовую медаль чемпионата Европы среди спортсменов до 23 лет. В начале июля 2022 года на чемпионате Европы среди юниоров в Риме в финале уступил украинцу Никите Зубалю.

## Результаты
- Чемпионат Европы по борьбе среди кадетов (Скопье, 2018) — 14
- Чемпионат мира по борьбе среди кадетов (Загреб, 2018) — 12
- Чемпионат Европы по борьбе среди кадетов (Фаэнца, 2019) —
- Чемпионат мира по борьбе среди кадетов (София, 2019) — 8
- Индивидуальный кубок мира по борьбе 2020  — 9
- Чемпионат Европы по борьбе среди юниоров (Дортмунд, 2021) —
- Чемпионат мира по борьбе (Осло, 2021) — 21
- Чемпионат мира по борьбе среди спортсменов до 23 лет (Белград, 2021) — 17
- Чемпионат Европы по борьбе среди спортсменов до 23 лет (Пловдив 2022) —
- Чемпионат Европы по борьбе среди юниоров (Рим, 2022) —
- Чемпионат мира по борьбе среди юниоров (София, 2022) — 11
- Чемпионат мира по борьбе среди спортсменов до 23 лет (Понтеведра, 2022) — 17
- Чемпионат мира по борьбе (Белград, 2023) — 10
- Чемпионат мира по борьбе среди спортсменов до 23 лет (Тирана, 2023) — 8
- Чемпионат Европы по борьбе (Бухарест, 2024) — 19
- Мировой квалификационной турнир по борьбе (Стамбул, 2024) — 20
- Чемпионат Европы по борьбе среди спортсменов до 23 лет (Баку, 2024) — 5
- Чемпионат Европы по борьбе среди спортсменов до 23 лет (Тирана 2025) — 15
- Чемпионат Европы по борьбе (Братислава, 2025) — 12